# 拉奧羅亞區
拉奧羅亞區（西班牙語：Distrito de La Oroya），是秘魯的一個區，位於該國中部胡寧大區的堯利省，始建於1893年11月15日，面積388.42平方公里，海拔高度3,745米，2005年人口19,908，人口密度每平方公里51人。